# Enicospilus hemicrescellae
Enicospilus hemicrescellae là một loài tò vò trong họ Ichneumonidae.